# 安比奈駅

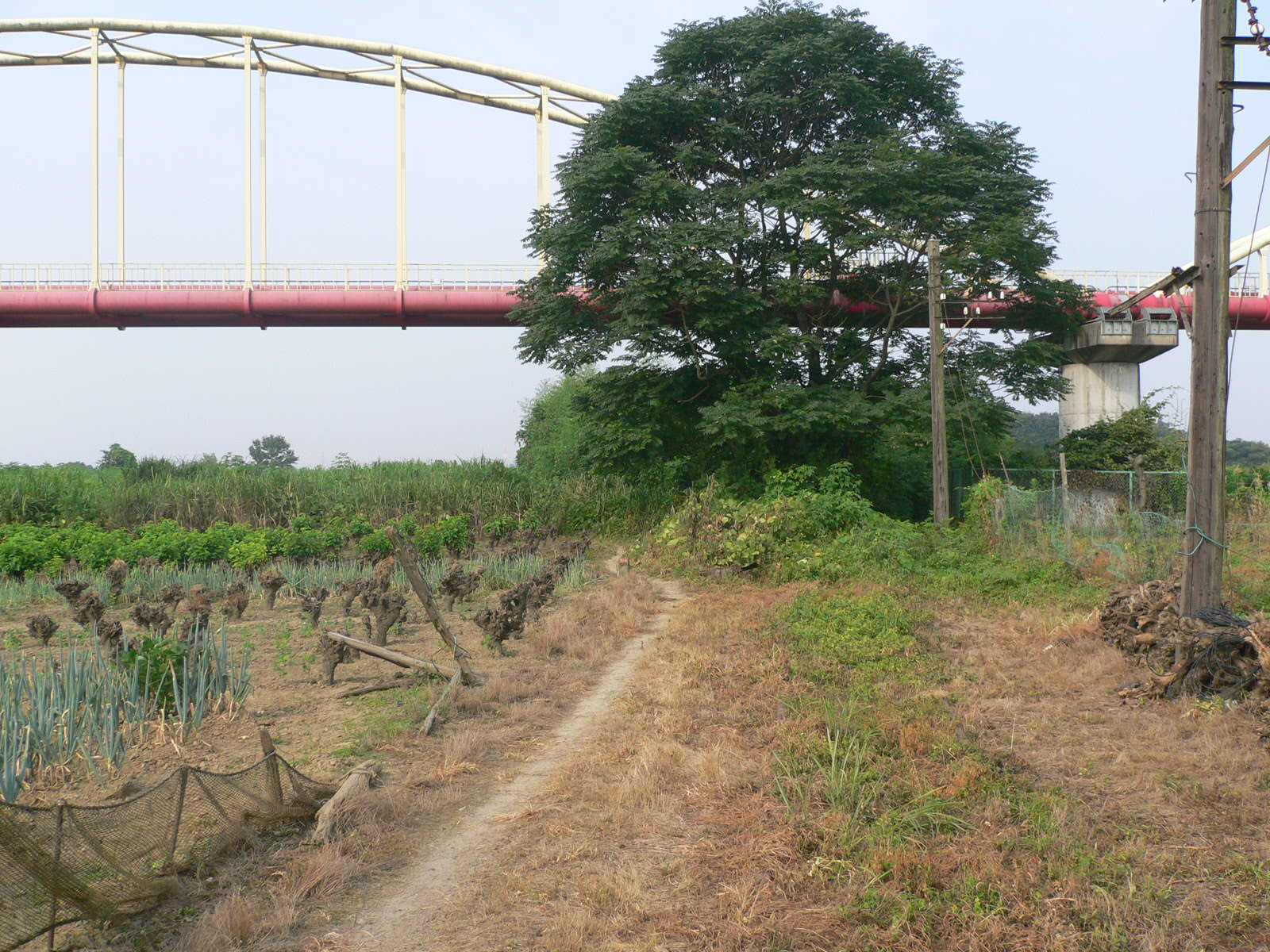
入口跡地

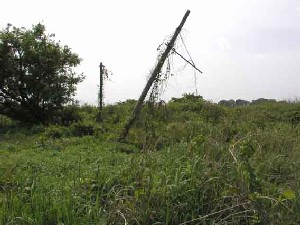
駅周辺の架線柱

安比奈駅（あひなえき）は、埼玉県川越市増形にあった西武鉄道安比奈線の駅（貨物駅、廃駅）である。
路線の休止に伴い1963年（昭和38年）から休止駅となっていたが、2017年（平成29年）に正式に廃止された。

## 概要
入間川で採取した砂利の運搬を目的として開業した。1963年に入間川での川砂利の採取が禁止され、安比奈線は営業休止となり、当駅も休止となった。
休止から40年以上が経過した2010年代には、架線柱は残っているものの、草木による荒廃が著しく、既にホームや線路など駅の痕跡はほとんど失われていた。1980年代以降、当駅周辺に車両基地を整備する計画が立てられ、旅客線化の構想も浮上していたが実現せず（「西武安比奈線」を参照）、2016年2月10日、西武鉄道は車両基地計画および安比奈線の廃止を決定、2017年5月31日をもって名実ともに廃止された。
沿線の住民は、（西武鉄道の土地である）レールが残っている場所も自宅の庭や耕作地として使っているが、会社側は事実上黙認していた。

配線略図

## 歴史
- 1925年（大正14年）2月15日 - 西武鉄道（初代）の駅として開業[5]。
- 1945年（昭和20年）9月22日 - 武蔵野鉄道が西武鉄道（初代）を併合し西武農業鉄道が発足。同社の駅となる[5]。
- 1946年（昭和21年）11月15日 - 西武農業鉄道が西武鉄道（2代）に改称。同社の駅となる[5]。
- 1963年（昭和38年） - 休止[2]。
- 2017年（平成29年）5月31日 - 廃止[1]。

### 復興社安比奈砂利軌道
入間川河岸から安比奈駅構内まで砂利を輸送していた軌道（軌間600 mm）である。戦前の状況は不詳。1947年（昭和22年）頃から西武鉄道の系列会社である復興社が旧日本陸軍の鉄道聯隊で使用された車両や軌条を使用して砂利採取を開始した。使用された車両は判明している限りでは鉄道聯隊のE型タンク式蒸気機関車3両、ボギー無蓋車などで河岸から運んだ川砂利を安比奈駅構内で西武鉄道の無蓋車に積み換えていた。後に蒸気機関車はディーゼル機関車（加藤製作所製）に置き換えられた。

## 輸送実績
| 年度 | 発送貨物（トン） | 到着貨物（トン） |
| ---- | ---------------- | ---------------- |
| 1929 | 34,009           | 0                |
| 1930 | 48,390           | 0                |
| 1931 | 25,643           | 0                |
| 1932 | 28,896           | 0                |
| 1933 | 27,983           | 0                |
| 1934 | 29               | 0                |
| 1935 | 39,110           | 0                |
| 1936 | 39,475           | 0                |
| 1937 | 2,855            | 0                |
|      |                  |                  |
| 1949 | 28,631           | 390              |
| 1950 | 93,782           | 261              |
| 1951 | 155,716          | 125              |
| 1952 | 173,558          | 44               |
| 1953 | 226,644          | 50               |
| 1954 | 133,520          | 0                |
| 1955 | 88,730           | 3,835            |
| 1956 | 113,300          | 3,205            |
| 1957 | 72,950           | 0                |
| 1958 | 44,225           | 0                |
| 1959 | 54,265           | 0                |
| 1960 | 17,535           | 0                |
| 1961 | 33,130           | 0                |
| 1962 | 14,570           | 0                |
| 1963 | 13,735           | 0                |
| 1964 | 13,835           | 590              |

- 埼玉県統計書、埼玉県統計年鑑各年度版
- 1945-1948年度統計なし
- 1964-1967年度取扱い量なし

朝鮮戦争勃発による在日米軍の物資貯蔵用地造成のため、1953年に北所沢駅まで大量の砂利を輸送した。

## 駅周辺
農地がいくつか点在しているものの、大半が未利用地・荒地で、民家はほとんどなかった。
- 西武建材安比奈工場
- 埼玉県道114号川越越生線
- 国道16号（東京環状）
- 安比奈親水公園（あいなしんすいこうえん）
- 入間川
- 八瀬大橋
- 八瀬大橋緑地
- 埼玉川越総合卸売市場
- 的場変電所

## 隣の駅
西武鉄道
安比奈線
南大塚駅 - 安比奈駅